# Фаруко
Карлос Ефрен Рејес Росадо (шп. Carlos Efrén Reyes Rosado), познатији под уметничким именом Фаруко (шп. Farruko; 2. мај 1991), порторикански је певач и текстописац. Широј јавности је постао познат након сарадњи са познатим певачима, међу којима су Деди Јанки и Џеј Алварез. Свој деби албум под називом El Talento Del Bloque објавио је 2010. године.

## Биографија

### Музички почеци
Фаруко је своју каријеру започео 2009. године, а друштвена мрежа Мајспејс помогла му је да исту започне због тога што му је омогућила да креира базу фанова који су га на крају учинили познатим. Како се његов стил развијао, своју музику је све више посвећивао младим људима и везама. Након што су његове песме добијале на онлајн популарности, порториканске радио-станице су почеле са емитовањем Фарукових песама ширем аудиторијуму, чиме је учврстио своје место на регетон сцени.

### Стицање популарности
Фаруко је номинован за Латино Греми за најбољи урбани албум 2012. године. Две године касније, његов успех се знатно повећао и то тако што је издао две песме — Passion Whine и 6 AM — обе са Џеј Болвином, које су достигле високе позиције на музичким листама. Прва песма је чак 26 недеља била на првој позицији листе Top Latin Songs коју објављује Monitor Latino, док му је песма 6 AM донела две номинације за Premios Juventud за најбољи урбани перформанс и најбољу урбану песму на 15. годишњој додели Латино Гремија.

### Хапшење
Дана 3. априла 2018. године, Фаруко је био ухапшен у Порторику, пошто је био оптужен за скривање 52.000 долара непријављеног новца у ципелама и пртљагу, када је био на путу за Доминиканску Републику.

## Туре
- 2010–2011:
- 2012:
- 2013:
- 2015:
- 2016:
- 2017:

## Дискографија

### Албуми
- 2010:
- 2012:
- 2013:
- 2014:
- 2015:
- 2017:
- 2018:

### Сиглови
- 2009:
- 2009:
- 2009:  (Reggaeton Remix) (ft. Ñengo Flow)
- 2009:  (ft. Kendo Kaponi)
- 2009:  (ft. Kelmitt)
- 2009:
- 2009:
- 2010:
- 2011:
- 2012:
- 2012:
- 2012:
- 2013:
- 2014:
- 2014:  (ft. Ken-Y)
- 2014:  (ft. Miguelo and Big Lou)
- 2014:  (ft. Benny Benni, Pusho, Franco El Gorilla, Pacho & Cirilo, Miky Woodz)
- 2014:  (ft. Tony Dize)
- 2015:
- 2015:
- 2015:
- 2015:
- 2015:
- 2015:
- 2015:
- 2015:  (ft. Shaggy and Nicky Jam)
- 2015:
- 2016:  (ft. Ky-Mani Marley)
- 2017:
- 2017:  (ft. Bad Bunny)
- 2017:
- 2018:
- 2018:
- 2018:  (ft. El Micha)
- 2018:
- 2020:

### Сарадње
- 2010:  (Baby Rasta & Gringo)
- 2010:  (Trebol Clan)
- 2011:  (Cosculluela)
- 2011:  (Galante, Guelo Star and Ñengo Flow)
- 2011:  (Gaona)
- 2012:  (J Alvarez)
- 2012:  (Daddy Yankee)
- 2012:  (J Alvarez and Daddy Yankee)
- 2012:  (Flex)
- 2013:  (J Alvarez)
- 2013:  (Juan Magán)
- 2013:  6 AM (J Balvin)
- 2013:  (Daddy Yankee)
- 2014:  (Benny Benni, Pusho, Cosculluela and Daddy Yankee)
- 2014:  (Daddy Yankee)
- 2014:  (Cosculluela and Franco El Gorilla)
- 2014:  (Kelmitt)
- 2014:  (Alexio La Bestia, Genio and Arcángel)
- 2014:  (Alkilados)
- 2014:  (Cosculluela)
- 2014:  (BB Bronx)
- 2014:  (Daddy Yankee)
- 2014:  (Daddy Yankee)
- 2014:  (Yandel and Gadiel)
- 2014:  (Arcángel, De La Ghetto, Ñengo Flow and D. Ozi)
- 2014:  (El Boy C)
- 2014:  (Yandel, Ñengo Flow and D. Ozi)
- 2014:  (Ivy Queen)
- 2014:  (Baby Rasta & Gringo)
- 2014:  (Daddy Yankee, Nicky Jam, Benny Benni, Ñejo, J Alvarez, Gotay, Baby Rasta and Cosculluela)
- 2015:  (Jaycob Duque)
- 2015:  (Justin Quiles)
- 2015:  (Booba)
- 2015:  (Chino & Nacho)
- 2015:  (Yandel and Zion & Lennox)
- 2015:  (Kanti & Riko)
- 2015:  (DJ Chino and Mohombi)
- 2015:  (Elvis Crespo)
- 2015:  (Aramis)
- 2015:  (El Potro Alvares and Sixto Rein)
- 2015:  (Ivy Queen)
- 2017:  (Rolf Sanchez)
- 2017:  (Prince Royce)
- 2017:  (Abraham Mateo)
- 2017:  (Jacob Forever)
- 2018:  (Daddy Yankee, Sean Paul, Akon)
- 2020 : Pa' Morir Se Nace (Remix), (Pacho El Antifeka, Cosculluela ft. Wisin, Juanka).